# Junges Klangforum Mitte Europa
La Junges Klangforum Mitte Europa è una orchestra europea composta da giovani musicisti tedeschi, polacchi e cechi.

## Obiettivi
Lo scopo del Junges Klangforum Mitte Europa sta nel ringiovanimento del panorama culturale dell'Europa centrale, un tempo così prezioso e ricco, attraverso la promozione e il recupero del suo patrimonio musicale andato ingiustamente perduto. Oltre al classico repertorio concertistico, il Junges Klangforum Mitte Europa si è parallelamente dedicato a promuovere la musica contemporanea non solo attraverso composizioni commissionate ad hoc ma anche facendo eseguire brani in precedenza poco suonati, opera di compositori ostracizzati e perseguitati dal regime nazionalsocialista tra il 1933 e il 1945.

## Storia
Il Junges Klangforum Mitte Europa viene fondato nel 2002 dal direttore tedesco Christoph Altstaedt. Inizialmente l'orchestra riuniva gli ex componenti della Bundesjugendorchester (la Giovane Orchestra Nazionale Tedesca). Sulla scia di un progetto del 2003 di cooperazione con musicisti Cechi nell'ex campo di concentramento di Terezín, nel 2004 nacque l'idea di un'orchestra di tre nazionalità che comprendesse anche musicisti polacchi. I patron dell'orchestra sono stati Richard von Weizsäcker, Václav Havel e Lech Wałęsa.
Nei suoi primi cinque anni di vita, il Junges Klangforum Mitte Europa ha raccolto riconoscimenti non solo per la sua eccellenza musicale e per l'unicità del repertorio, ma anche per il contributo offerto in Europa al processo di riconciliazione tra Polonia, Repubblica Ceca e Germania. Tra i premi ricevuti dal Junges Klangforum Mitte Europa, si ricordano il Praemium Imperiale “Grant for Young Artists” 2004, il Premio Marion Dönhoff 2005 e il Premio Giovane Orchestra Europea 2006.
Il direttore musicale dell'Junges Klangforum Mitte Europa è lo stesso fondatore, Christoph Altstaedt, uno dei protagonisti del Festival musicale di Tanglewood del 2008. Numerosi direttori sono stati ospiti dell'orchestra: tra questi si ricordano Sebastian Weigle, Muhai Tang e Krzysztof Penderecki. 
Il Junges Klangforum Mitte Europa è impegnato ogni anno in 2-3 tournée europee e nel 2005 si è esibito in concerti in tutto il Giappone.